# Кондратьев, Вадим Петрович
Вадим Петрович Кондратьев (17 января 1942, Тула — 9 февраля 2021, Москва) — советский и российский актёр театра и кино, режиссёр, лауреат премии Тульского комсомола (1984). В 1983—1987 годах — главный режиссёр Тульского драматического театра.

## Биография
Вадим Кондратьев родился в семье рабочего Тульского комбайнового завода. В 1960 году закончил актёрскую студию при Тульском драматическом театре, а в 1974 году — режиссёрский факультет ГИТИСа (мастерская А. А. Гончарова). В 1960—1961 годах работал актёром в Сталиногорском драматическом театре. После окончания срочной службы в армии — актёр Тульского драматического театра (1964—1969), актёр и режиссёр Московского академического театра им. В. Маяковского (1974—1978), режиссёр Московского академического театра Сатиры, художественный руководитель Новосибирского театра «Красный факел» и Московского областного драматического театра (г. Ногинск). В 1983—1987 годах — главный режиссёр Тульского драматического театра. Сотрудничал в качестве режиссёра-постановщика с театрами Москвы, Ярославля, Курска, Ижевска, Югославии, центром Юждина О`Нила (США).
В кино дебютировал в 1973 году в фильме Василия Шукшина «Калина красная». Как режиссёр снял в 1989 году телефильм «Свет вечерний» по рассказу Г. Бакланова. В начале 1990-х годов сыграл роль лейтенанта королевской гвардии Коменжа в картине Георгия Юнгвальд-Хилькевича «Мушкетёры двадцать лет спустя».
Скончался в Москве 9 февраля 2021 года. Похоронен на кладбище г. Рошаля (Московская область) вместе с женой и сыном.

## Награды
- 1968 — Почётная грамота Министерства культуры РСФСР
- 1984 — лауреат премии Тульского комсомола
- 1985 — Первая премия Фестиваля Победы[1]

## Некоторые театральные работы

### Режиссёр
- 1974 — «Похожий на льва»
- 1983 — «Родненькие мои»
- 1984 — «Добро и любовь» («Соловьиная ночь)»
- 1985 — «Почём фунт лиха»
- 1986 — «Клуб нелюбимых, или Ромашка без лепестков»
- 1987 — «Дядя Ваня»
- 1994 — «А дождь себе льёт да льёт…»
- 2003 — «Вчера подкралось незаметно…»
- 2016 — «В ожидании Его»[1]

## Фильмография

### Актёр
- 1973 — «Калина красная» — приятель Коли
- 1976 — «Весенний призыв» — капитан
- 1992 — «Мушкетёры двадцать лет спустя» — Коменж
- 2013 — «Ключи от прошлого» — эпизод
- 2013 — «Пятая стража» — эпизод[1]

### Режиссёр
- 1989 — «Свет вечерний» (фильм-спектакль)[1]